# Teorema de Guldin
El teorema de Guldin consta de dos enunciats de geometria euclidiana establerts pel matemàtic suís Paul Guldin (al voltant de l'any 1600). És probable que aquests enunciats fossin coneguts per Papos d'Alexandria (al voltant de l'any 300), suposició que ha dut a la denominació de teorema de Papos-Guldin.
El teorema determina, en determinades condicions:
- l'àrea de la superfície engendrada per la rotació d'un segment de corba plana
- el volum engendrat per la rotació d'una superfície plana

Una altra aplicació del teorema és el càlcul de la posició del centre de gravetat d'una línia plana o d'una superfície.

## Primer enunciat
| La mesura de l'àrea engendrada per la rotació d'un segment de corba plana quan gira al voltant d'un eix que no el talli, és igual al producte de la longitud rectificada del segment per la longitud de la circumferència descrita pel centre de gravetat del segment: {\displaystyle {\mathcal {A}}=\alpha \cdot d\cdot \ell } Essent {\displaystyle \alpha } l'angle descrit per la rotació, {\displaystyle d} la distància del centre de gravetat a l'eix et {\displaystyle \ell } la longitud rectificada del segment de corba. |

Exemples:
- l'àrea d'una superfície tòrica oberta de radis r i R és : {\displaystyle A=(2\pi r)(2\pi R)=4\pi ^{2}rR}
- l'àrea engendrada per la rotació d'un semicercle de radi {\displaystyle R} i de centre de gravetat {\displaystyle G} és la de l'esfera generada per la rotació : {\displaystyle A=(\pi R)(2\pi r_{G})=4\pi R^{2}}.PER TANT {\displaystyle r_{G}={\tfrac {2}{\pi }}R}.

## Segon enunciat
| La mesura del volum engendrat par la revolució d'una superfície plana i tancada al voltant d'un eix coplanari que no la talla, és igual al producte de l'àrea de la superfície esmentada per la longitud de la circumferència descrita pel seu centre de gravetat : {\displaystyle {\mathcal {V}}=\alpha \cdot d\cdot {\mathcal {A}}} |

Exemples:
- el volum interior d'un tor obert de radis {\displaystyle r} et {\displaystyle R} és igual a {\displaystyle V=(\pi r^{2})(2\pi R)=2\pi ^{2}r^{2}R}.

- el volum engendrat per un semidisc de radi {\displaystyle R} i centre de gravetat {\displaystyle G} és el d'una esfera {\displaystyle V=({\tfrac {1}{2}}\pi R^{2})(2\pi r_{G})={\tfrac {4}{3}}\pi R^{3}}. Per tant, el radi del centre de gravetat del semidisc es pot calcular :

{\displaystyle r_{G}={\tfrac {4}{3\pi }}R}.